# Huit Coursiers
Huit Coursiers (chinois traditionnel : 八骏图 ; pinyin : Bajun tu) est une peinture sur soie de chevaux réalistes, à l'encre et en couleur, réalisée par le missionnaire jésuite milanais Giuseppe Castiglione (Lang Shinin) durant son séjour à la cour impériale chinoise. Cette scène de haras impérial représente huit chevaux et deux palefreniers dans un paysage vallonné, surplombé d'un saule mort. Vraisemblablement commandée par l'empereur Yongzheng, cette peinture entre ensuite dans les collections des empereurs Qianlong et Jiaqing. Elle est désormais conservée au musée national du Palais à Taïwan.

## Contexte
La date de réalisation de Huit Coursiers est inconnue, mais le style de la signature de Castiglione laisse à penser qu'elle a été peinte peu de temps après son arrivée à la cour chinoise en 1715, sous le règne de l'empereur Yongzheng (1723-1735),. Il s'agit donc très vraisemblablement d'une commande de cet empereur. Huit coursiers est une oeuvre de jeunesse pour Castiglione. Elle représente une scène des haras impériaux chinois.

## Description
Huit Coursiers est une peinture à l'encre rehaussée de couleurs, sur rouleau vertical de soie. Elle mesure 139,3 × 80,2 cm. Elle représente deux palefreniers prenant soin de huit chevaux dans un paysage vallonné, contenant un saule mort,. Les postures de ces chevaux sont variées, certains étant figurés debout, d'autres d'autres au repos couchés, deux encore s'affrontant en combat.
Bien que la peinture relève globalement du style chinois traditionnel, la technique employée pour représenter les chevaux, les personnages, et l'arbre mort, relève des techniques de peinture occidentales, en particulier pour l'ombrage, renforçant le réalisme de l'ensemble. Le traitement des couleurs est lui aussi occidental.
Cette peinture est très proche d'une autre peinture de Castiglione, Des chevaux de couleur variée sont un témoignage de richesse en talents, datée de la même époque.

## Parcours de la peinture
La peinture porte huit sceaux issus des collections de l'empereur Qianlong, pour un sceau de l'empereur Jiaqing. Elle est désormais conservée au musée national du Palais, à Taïwan.